# Úrvalsdeild (pallavolo maschile)
L'Úrvalsdeild è la massima serie del campionato islandese di pallavolo maschile: al torneo partecipano fino a dodici squadre di club islandesi e la squadra vincitrice si fregia del titolo di Campione dell'Islanda.

## Albo d'oro
| Anno                                                   | Podio                                                                       | Podio                                                                       | Podio                                                                       |
| Campione                                               | Seconda                                                                     | Terza                                                                       |                                                                             |
| ------------------------------------------------------ | --------------------------------------------------------------------------- | --------------------------------------------------------------------------- | --------------------------------------------------------------------------- |
| Dal 1969 al 2013 la competizione è denominata 1. deild |                                                                             |                                                                             |                                                                             |
| 1969-70 Dettagli                                       | Íþróttafélag Stúdenta                                                       | -                                                                           | -                                                                           |
| 1970-71 Dettagli                                       | Íþróttafélag Stúdenta                                                       | -                                                                           | -                                                                           |
| 1971-72 Dettagli                                       | ÍMA                                                                         | -                                                                           | -                                                                           |
| 1972-73 Dettagli                                       | Hvöt                                                                        | -                                                                           | -                                                                           |
| 1973-74 Dettagli                                       | Biskupstungna                                                               | -                                                                           | -                                                                           |
| 1974-75 Dettagli                                       | Íþróttafélag Stúdenta                                                       | -                                                                           | -                                                                           |
| 1975-76 Dettagli                                       | Íþróttafélag Stúdenta                                                       | -                                                                           | -                                                                           |
| 1976-77 Dettagli                                       | Þróttur                                                                     | -                                                                           | -                                                                           |
| 1977-78 Dettagli                                       | Íþróttafélag Stúdenta                                                       | -                                                                           | -                                                                           |
| 1978-79 Dettagli                                       | Laugdæla                                                                    | -                                                                           | -                                                                           |
| 1979-80 Dettagli                                       | Laugdæla                                                                    | -                                                                           | -                                                                           |
| 1980-81 Dettagli                                       | Þróttur                                                                     | -                                                                           | -                                                                           |
| 1981-82 Dettagli                                       | Þróttur                                                                     | -                                                                           | -                                                                           |
| 1982-83 Dettagli                                       | Þróttur                                                                     | -                                                                           | -                                                                           |
| 1983-84 Dettagli                                       | Þróttur                                                                     | -                                                                           | -                                                                           |
| 1984-85 Dettagli                                       | Þróttur                                                                     | -                                                                           | -                                                                           |
| 1985-86 Dettagli                                       | Þróttur                                                                     | -                                                                           | -                                                                           |
| 1986-87 Dettagli                                       | Þróttur                                                                     | -                                                                           | -                                                                           |
| 1987-88 Dettagli                                       | Íþróttafélag Stúdenta                                                       | -                                                                           | -                                                                           |
| 1988-89 Dettagli                                       | KA Akureyri                                                                 | -                                                                           | -                                                                           |
| 1989-90 Dettagli                                       | Þróttur                                                                     | -                                                                           | -                                                                           |
| 1990-91 Dettagli                                       | KA Akureyri                                                                 | -                                                                           | -                                                                           |
| 1991-92 Dettagli                                       | Íþróttafélag Stúdenta                                                       | -                                                                           | -                                                                           |
| 1992-93 Dettagli                                       | HK Kópavogur                                                                | -                                                                           | -                                                                           |
| 1993-94 Dettagli                                       | HK Kópavogur                                                                | -                                                                           | -                                                                           |
| 1994-95 Dettagli                                       | HK Kópavogur                                                                | -                                                                           | -                                                                           |
| 1995-96 Dettagli                                       | Þróttur                                                                     | -                                                                           | -                                                                           |
| 1996-97 Dettagli                                       | Þróttur                                                                     | -                                                                           | -                                                                           |
| 1997-98 Dettagli                                       | Þróttur                                                                     | -                                                                           | -                                                                           |
| 1998-99 Dettagli                                       | Þróttur                                                                     | -                                                                           | -                                                                           |
| 1999-00 Dettagli                                       | Íþróttafélag Stúdenta                                                       | -                                                                           | -                                                                           |
| 2000-01 Dettagli                                       | Íþróttafélag Stúdenta                                                       | -                                                                           | -                                                                           |
| 2001-02 Dettagli                                       | Íþróttafélag Stúdenta                                                       | -                                                                           | -                                                                           |
| 2002-03 Dettagli                                       | Stjarnan                                                                    | -                                                                           | -                                                                           |
| 2003-04 Dettagli                                       | Stjarnan                                                                    | -                                                                           | -                                                                           |
| 2004-05 Dettagli                                       | HK Kópavogur                                                                | Stjarnan                                                                    | -                                                                           |
| 2005-06 Dettagli                                       | Stjarnan                                                                    | -                                                                           | -                                                                           |
| 2006-07 Dettagli                                       | Stjarnan                                                                    | -                                                                           | -                                                                           |
| 2007-08 Dettagli                                       | Stjarnan                                                                    | -                                                                           | -                                                                           |
| 2008-09 Dettagli                                       | Þróttur                                                                     | -                                                                           | -                                                                           |
| 2009-10 Dettagli                                       | KA Akureyri                                                                 | HK Kópavogur                                                                | -                                                                           |
| 2010-11 Dettagli                                       | KA Akureyri                                                                 | HK Kópavogur                                                                | -                                                                           |
| 2011-12 Dettagli                                       | HK Kópavogur                                                                | KA Akureyri                                                                 | -                                                                           |
| 2012-13 Dettagli                                       | HK Kópavogur                                                                | KA Akureyri                                                                 | -                                                                           |
| Dal 2013 la competizione è denominata Úrvalsdeild      |                                                                             |                                                                             |                                                                             |
| 2013-14 Dettagli                                       | HK Kópavogur                                                                | Stjarnan                                                                    | -                                                                           |
| 2014-15 Dettagli                                       | HK Kópavogur                                                                | Stjarnan                                                                    | -                                                                           |
| 2015-16 Dettagli                                       | HK Kópavogur                                                                | KA Akureyri                                                                 | -                                                                           |
| 2016-17 Dettagli                                       | HK Kópavogur                                                                | Stjarnan                                                                    | -                                                                           |
| 2017-18 Dettagli                                       | KA Akureyri                                                                 | HK Kópavogur                                                                | -                                                                           |
| 2018-19 Dettagli                                       | KA Akureyri                                                                 | HK Kópavogur                                                                | -                                                                           |
| 2019-20 Dettagli                                       | Non assegnato a causa del diffondersi della pandemia di COVID-19 in Islanda | Non assegnato a causa del diffondersi della pandemia di COVID-19 in Islanda | Non assegnato a causa del diffondersi della pandemia di COVID-19 in Islanda |
| 2020-21 Dettagli                                       | Hamar                                                                       | KA Akureyri                                                                 | -                                                                           |
| 2021-22 Dettagli                                       | Hamar                                                                       | HK Kópavogur                                                                |                                                                             |
| 2022-23 Dettagli                                       | KA Akureyri                                                                 | Hamar                                                                       |                                                                             |
| 2023-24 Dettagli                                       | Hamar                                                                       | Afturelding                                                                 |                                                                             |

## Palmarès
| Squadra               | Titolo | Stagione |
| --------------------- | ------ | --- |
| Þróttur               | 14     | 1976-77, 1980-81, 1981-82,1982-83, 1983-84, 1984-85. 1985-86, 1986-87, 1989-90, 1995-96 1996-97, 1997-98, 1998-99, 2008-09 |
| Íþróttafélag Stúdenta | 10     | 1969-70, 1970-71, 1974-75, 1975-76, 1977-78, 1987-88, 1991-92, 1999-00, 2000-01, 2001-02                                   |
| HK Kópavogur          | 10     | 1992-93, 1993-94, 1994-95, 2004-05, 2011-12, 2012-13, 2013-14, 2014-15, 2015-16, 2016-17                                   |
| KA Akureyri           | 7      | 1988-89, 1990-91, 2009-10, 2010-11, 2017-18, 2018-19, 2022-23                                                              |
| Stjarnan              | 5      | 2002-03, 2003-04, 2005-06, 2006-07, 2007-08                                                                                |
| Hamar                 | 3      | 2020-21, 2021-22, 2023-24                                                                                                  |
| Laugdæla              | 2      | 1978-79, 1979-80 |
| ÍMA                   | 1      | 1971-72 |
| Hvöt                  | 1      | 1972-73 |
| Biskupstungna         | 1      | 1973-74 |